# KPMG
KPMG International – jest globalną organizacją niezależnych firm świadczących usługi profesjonalne (audyt, doradztwo podatkowe, doradztwo gospodarcze, doradztwo prawne).
KPMG zatrudnia ponad 265 000 osób w 143 państwach; w tym ponad 2100 osób w Polsce. KPMG należy do Wielkiej Czwórki firm audytorsko-doradczych, razem z PwC, EY i Deloitte. 

## Nazwa
Nazwa KPMG wzięła się od pierwszych liter nazwisk partnerów czterech spółek, które połączyły się w KPMG.
- K oznacza Klynveld. Firma Klynveld Kraayenhof & Co. została założona przez Pieta Klynvelda w Amsterdamie w roku 1917.
- P jak Peat, pochodzi od firmy William Barclay Peat & Co., założonej przez Williama Barclaya Peata w Londynie w roku 1870.
- M od nazwiska Marwick. James Marwick założył firmę Marwick, Mitchell & Co. razem z Rogerem Mitchellem w Nowym Jorku w 1897 roku.
- G od Goerdelera. Dr Reinhard Goerdeler przez wiele lat zarządzał niemieckim Deutsche Treuhand-Gesellschaft (DTG) by później zostać prezesem KPMG.

## KPMG w Polsce
KPMG rozpoczęło działalność w Warszawie w maju 1990 roku. W kolejnych latach powstały biura regionalne w Krakowie, Poznaniu i Wrocławiu. W 2007 roku do grona miast posiadających biura KPMG w Polsce dołączyły Gdańsk i Katowice, a od 2012 roku także Łódź. KPMG zatrudnia w Polsce ponad 2100 pracowników.
Przedsiębiorstwo doradza polskim oraz międzynarodowym podmiotom we wszystkich sektorach gospodarki, ze szczególnym uwzględnieniem branży finansowej, ubezpieczeniowej, farmaceutycznej, handlu i produkcji dóbr oraz usług konsumpcyjnych, dóbr przemysłowych, informacji komunikacji i rozrywki, administracji publicznej oraz małych i średnich przedsiębiorstw. Na czele KPMG w Polsce stoi Stacy Ligas obejmując 1 października 2019 roku funkcję senior partnera KPMG w Polsce.